# Flash ADC
Un Flash ADC è un convertitore analogico-digitale (ADC) che massimizza la velocità di conversione. La tensione incognita viene comparata a N tensioni di riferimento equispaziate tra loro. Ha il vantaggio di essere molto veloce (nell'ordine dei nanosecondi), però richiede l'utilizzo di molti componenti, numero che aumenta esponenzialmente all'aumentare del numero di bit. In generale, per un convertitore a N bit servono {\displaystyle 2^{N}-1} comparatori e {\displaystyle 2^{N}}resistenze.

## Funzionamento
Ai comparatori entra in input la tensione che si vuole convertire e una tensione di riferimento che si vuole confrontare con la tensione da convertire. Prima di entrare nei comparatori la tensione di riferimento passa attraverso un numero via via più alto di resistenze in modo tale da avere confronti tra la tensione da convertire e tensioni via via più piccole. Il comparatore dà un valore binario in uscita. Le uscite dei comparatori sono mandate in input a un codificatore (encoder) che dà come output la tensione desiderata in binario.